# たらちね (お笑いコンビ)
たらちねは、日本のお笑いコンビ。松竹芸能所属、2018年2月結成。

## メンバー
草山 公汰（くさやま こうた、1990年7月27日（34歳）- ）立ち位置は向かって右 
- 三重県伊賀市出身[2]、身長173cm、体重78kg。三重県立上野高等学校卒業、京都大学中退[1]。
- 趣味・特技は、麻雀、音楽ゲーム（beatmania）、タイピング、雑学、農作物。
- 2013年、京都大学農学部3回生の時に休学して松竹芸能タレントスクール 大阪校に入学、お笑いが楽しくなり休学を延長し続けて中退になる[1]。
- 2014年、ピン芸人・賢者クサヤマ[3] としてデビュー、2016年から、小川おんせんとコンビ「野良鯨」を結成したが約1年半後に解散している[2]。
- 動画配信「アカデミックツイキャス[4]」を行い、様々な分野のアカデミックな話をしていた事がある[注 2]。
- 2020年10月、パネルクイズ アタック25～高学歴芸人大会～に出場して優勝、ハワイ旅行券を獲得している[5]。
- 笑い飯・哲夫が経営に携わる学習塾の講師をしている[6]。

SAITA（サイタ、1991年8月12日（33歳）- ）立ち位置は向かって左 
- 本名は、才田 龍一郎（さいた りゅういちろう）
- 福岡県出身、身長173cm、体重83kg。
- 趣味・特技は、ジブリ、野球、競艇、釣り。
- 2011年、大学進学の為に予備校へ通っていたがお笑い芸人への道を選び、松竹芸能タレントスクール大阪校に入学する[1]。
- 結成する前は「PON PON」というコンビで活動する。
- 同期芸人は、森本サイダー[1]。

## 概要
草山の方が年長者であるが、松竹芸能タレントスクールに入学した時期が違うので芸歴ではSAITAが2年先輩になる、両者がそれぞれ別に「相手が組みたがっている」という噂を聞き、2018年2月にコンビを結成する。
2019年のM-1グランプリでは、松竹芸能所属芸人としては最上位の準々決勝に進出。同年、松竹芸能の若手（結成15年・ピン芸人はデビュー15年 未満）の中で一番おもしろい芸人を決める大会「カドキング」で優勝する。
主に、京都大学出身の草山がインテリ役、SAITAがそれに応対する与太郎役というスタイルでネタが進んでいくしゃべくり漫才。草山が小難しいことを言い過ぎてSAITAにツッコまれるパターンになることも多く、「ボケ」「ツッコミ」の担当は明確にしていない。

## 受賞歴
- 2018年（第19回）新人お笑い尼崎大賞（漫才・コント等の部）優秀賞[9]
- 2019年（第20回）新人お笑い尼崎大賞（漫才・コント等の部）奨励賞[10]
- 2019年 カドキング 〜いっちゃんおもろい松竹若手は誰だ!?〜：優勝[11][12]
- 2020年 カドキング 〜いっちゃんおもろい松竹若手は誰だ!?〜：優勝[5][13]

## 賞レースでの戦績
- M-1グランプリ

| 年度（回）       | 結果         | エントリー No. | 会場                           | 日程     |
| ---------------- | ------------ | -------------- | ------------------------------ | -------- |
| 2018年（第14回） | 3回戦進出    | 996            | よしもと祇園花月               | 10月24日 |
| 2019年（第15回） | 準々決勝進出 | 2230           | なんばグランド花月             | 11月18日 |
| 2020年（第16回） | 2回戦進出    | 563            | COOL JAPAN PARK OSAKA SSホール | 10月29日 |
| 2021年（第17回） | 3回戦進出    | 1439           | よしもと漫才劇場               | 10月25日 |
| 2022年（第18回） | 3回戦進出    | 1183           | よしもと祇園花月               | 10月26日 |
| 2023年（第19回） | 2回戦進出    | 485            | 森ノ宮よしもと漫才劇場         | 10月19日 |
| 2024年（第20回） | 3回戦進出    | 2881           | よしもと祇園花月               | 10月27日 |

- キングオブコント
  - 2018年 2回戦進出
  - 2019年 準々決勝進出[16]
- ytv漫才新人賞
  - 2022年 ROUND3 第12位

## 出演番組

### テレビ
- キモイリ!（2020年、KBS京都テレビ）中継レポーター
- 走れ!みつくに社長 おススメ情報お届けします（2020年、テレビ大阪）
- パネルクイズ アタック25～高学歴芸人大会～（2020年、朝日放送テレビ）草山が優勝[5]

### ラジオ
- Hanashikaの時間。（2020年、ラジオ大阪）[17]